# Ричард Алпърт (Изгубени)
Ричард Алпърт (на английски: Richard Alpert) е поддържащ герой от американския сериал „Изгубени“ на телевизия ABC. Ролята се изпълнява от Нестор Карбонел. В българския дублаж Ричард се озвучава от Николай Николов, от Васил Бинев в четвърти сезон, от Кирил Ивайлов в дублажа на четвърти и пети сезон на AXN, като в четвърти е кредитиран като Бояджиев и от Христо Димитров в шести сезон на AXN.
Алпърт е представен в спомен на героинята Джулиет Бърк (Елизабет Мичъл), в който той твърди, че е лекар в компанията Мителос Биосайънс, занимаваща се с биологични експерименти. Въпреки това, по-късно става ясно, че той е сред местните жители на Острова - „Другите“. Неговата роля в йерархията на „Другите“ е сравнявана от продуцентите на сериала с тази на Панчен Лама в Будизма. Важен детайл е, че героят не остарява – въпреки че е показван в периода около 2004 година, както и в средата на 50-те години на миналия век, той изглежда на една и съща възраст.
Първоначално гост звезда в епизода от третия сезон Not in Portland, Алпърт се появява отново в третия сезон, както в спомени от миналото, така и в текущо време на отстрова. Продуцентите на сериала потвърдиха през януари 2009 г., че актьорът Нестор Карбонел е подписал договор за участие и в шестия сезон на „Изгубени“, който ще бъде и последен.